# Сергеев, Дмитрий Гаврилович
Дмитрий Гаврилович Сергеев (1922—2000) — русский советский прозаик, геолог. Член Союза писателей СССР с 1966 года. Член Союза российских писателей. Заслуженный геолог РСФСР.

## Биография
Родился в Иркутске в семье рабочего 7 марта 1922 года.
Окончив школу, в начале Великой Отечественной войны был призван в армию.
В 1942 году, после окончания Омского пехотного училища, в звании младшего лейтенанта был направлен на Брянский фронт командиром стрелкового взвода. За время войны был дважды ранен. После лечения в госпитале с 1943 года и до конца войны воевал в составе Первого Белорусского фронта, дошёл со своей частью — батальоном аэродромного обслуживания — до Берлина. Награждён орденом Отечественной войны II степени, медалями «За боевые заслуги», «За взятие Берлина».
Демобилизовавшись из армии в 1946 году, вернулся в Сибирь. Начал работать в геологической экспедиции, поступил в горно-металлургический институт. Двадцать лет провёл в поисковых и съёмочных партиях: вначале коллектором, позднее прорабом и геологом.
В 1965 году обратил внимание на своё творчество после участия во Всесоюзном литературном семинаре в Чите, вошёл в так называемую Иркутскую стенку, наряду с участвующими в данном семинаре литераторами-земляками: Александром Вампиловым, Валентином Распутиным, Леонидом Красовским, Геннадием Машкиным, Юрием Самсоновым, Вячеславом Шугаевым и Ростиславом Филипповым.
В 1989 года возглавил Иркутское отделение Союза писателей СССР.
В 1995 году получил звание почётного гражданина города Иркутска.
Много лет дружил с известным советским писателем и драматургом А. В. Вампиловым, оставил о нём обширные воспоминания.
Умер 22 июня 2000 года.

## Творчество
Работал в разных литературных жанрах: военная проза, историческая проза, фантастика, детская литература.
Начал писать ещё в школе, занимаясь в литературном кружке, которым руководил Георгий Марков.
Первые публикации — рассказы «Две ночи» и «Люди прифронтовой полосы» — появились гораздо позднее, в 1957 и 1958 годах в альманахе «Новая Сибирь».
В 1959, 1962 и 1963 годах вышли его первые приключенческие книги о геологах «Загадка большой тропы», «Костры в тайге» и «Запас прочности».
Широкую известность писателю принесли, прежде всего, произведения на военную тему. В 1965 году на Читинском семинаре иркутский прозаик был замечен и оценен опытными литераторами, а в 1966 году его рассказ «В сорок втором» был опубликован А. Твардовским в журнале «Новый мир».
Одна из наиболее известных книг писателя — повесть о войне «Позади фронта» (1967). В том же году в Москве вышел его сборник рассказов «Осенние забереги». Его повести «В сорок втором» (1966), «Позади фронта» (1967), «Отвлекающий манёвр» (1974), роман «Запасной полк» (1992) также посвящены военной теме.
В 1969 году в Иркутске вышла повесть Сергеева «Крепость на отшибе», которую он писал и перерабатывал на протяжении многих лет, а в 1971 году в журнале «Новый мир» была напечатана его автобиографическая повесть «Возвращение» (другое название — «Залито асфальтом»).
Для детей и юношества им написана книга «Таёжные каникулы» (1988) и историко-приключенческая повесть «За стенами острога» (1986), действие которой разворачивается в эпоху Петра I, а повесть «Особняк на Почтамтской» (1989) — о жизни, нравах русского купечества в старинном Иркутске.
В год смерти автора вышел его последний роман «Последний расклад» (2000).
Довольно значительное место в творчестве Сергеева занимает фантастика. Первые его научно-фантастические рассказы «Необычайный пациент» и «Севка» появились в областной периодике 1964 году, а в 1965 году вышел первый его сборник фантастических произведений «Доломитовое ущелье». Произведения того периода в основном связаны со сферой профессиональных интересов автора: геологией, археологией, экологией.
Наиболее известным фантастическим произведением Сергеева является повесть «Завещание каменного века» (1971), написанная в совершенно не характерном для того периода жанре антиутопии. Главный герой повести, попав в снежный обвал, очнулся на другой планете. Автор показал общество отдалённого будущего, в котором уравниловка доведена до абсурда: у всех одинаковое жильё, одинаковая искусственная еда. Людям нельзя носить свои лица, все должны выглядеть красивыми, поэтому проводились конкурсы красоты, выбирались самые красивые, а на остальных надевалось что-то вроде голограмм, только более совершенных.
Несмотря на то, что повесть «Завещание каменного века» подверглась резкой критике за «безыдейность», в 1972 году она составила основу одноимённого сборника фантастических произведений писателя, а через десять лет Сергеев, существенно переработав её и дополнив, выпустил под названием «Прерванная игра» (1983). Повесть стала заметным явлением в советской фантастике 70-х годов XX века.
В дальнейшем Сергеев обращался к фантастике лишь эпизодически, в рассказах «За лучшее исполнение» (1965), «Колода карт из антимира» (1968), «Погребённые» (1973), «Чехарда» (1974).

## Премия
- Лауреат премии Фонда развития культуры и искусства при Комитете культуры Иркутской области (1995) — за роман «Запасной полк»[2].

## Память
- В Иркутске на доме, где жил Дмитрий Сергеев, установлена мемориальная доска в память о нём[3].
- Средняя школа № 8 г. Иркутска носит имя Дмитрия Гавриловича Сергеева[4].
- С 5 февраля 2009 года муниципальная общедоступная библиотеке № 16 носит имя Дмитрия Гавриловича Сергеева[5].

## Публикации
- Сергеев Д. Г. Прерванная игра. — Иркутск: Восточно-Сибирское книжное издательство, 1983. — 304 с.